# Grotte Duruthy
La grotte Duruthy est un gisement préhistorique de type abri sous roche situé dans la commune de Sorde-l'Abbaye, dans le département français des Landes.
Occupée au Magdalénien, à l'Azilien, à âge du bronze et au Chalcolithique, elle est renommée pour avoir livré des vestiges humains associés à des dents d'ours et de lion.
Elle est classée comme monument historique depuis le 13 avril 1962.

## Situation, présentation du site
Le site se trouve à la base de la falaise du Pastou, en rive droite (côté nord) du Gave d'Oloron, à environ 2,5 km en amont de Sorde-l'Abbaye près de Lichau d'après la carte du site monumentum. La confluence du Gave d'Oloron avec le Gave de Pau se trouve à 2,5 km en aval, à l'ouest,.
L'endroit regroupe quatre sites utilisés au Magdalénien et à l'Azilien (Paléolithique supérieur). Ce sont l'abri Dufaure, le Grand Pastou,, le Petit Pastou et surtout la grotte Duruthy, 
abri sous roche, et site majeur de la Préhistoire des Pyrénées. Le toit des abris s'est raccourci depuis le Tardiglaciaire à la suite d'éboulements. 

Au-dessus de la grotte Duruthy se trouve l'oppidum protohistorique de Larroque.[réf. nécessaire]
Cet ensemble de sites a fourni des pièces magdaléniennes remarquables[réf. nécessaire], ainsi que du mobilier de l'âge du bronze et du Chalcolithique.
Au-dessus de la grotte Duruthy se trouve l'oppidum protohistorique de Larroque.[réf. nécessaire]

Falaise du Pastou, vue panoramique annotée
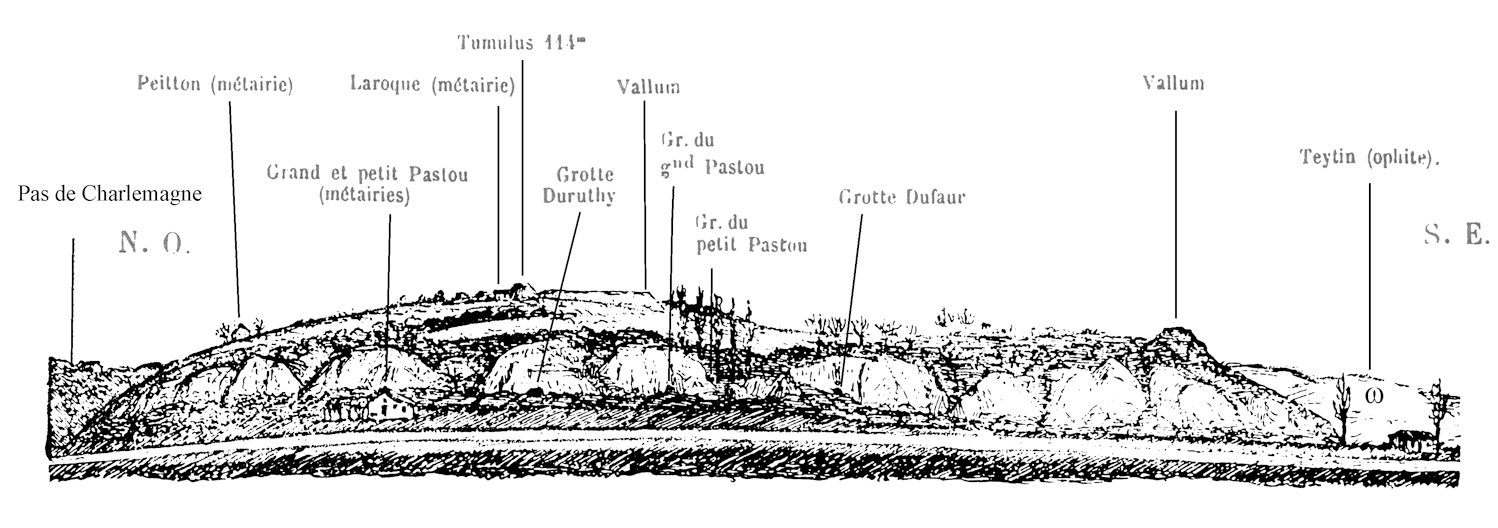
Dessin par L. Lartet (1874)[n 2]

Sites proches
Les fouilles le long du GR 655 (suivant ici le trajet du GR E9), ancienne voie romaine conduisant en Espagne par le col de Roncevaux (ou col de Cize), ont mis au jour une villa gallo-romaine ornée de mosaïques.
la grotte du Pape (et sa célèbre « Dame à la Capuche ») à environ 38 km au nord-est sur Brassempouy.

## Géologie
L'abri est creusé dans les marnes et calcaires à nummulites, du Lutétien (47,8 à 41,3 Ma) supérieur (« e5b », en orange sur la carte), de 400 m d'épaisseur, qui affleure sur le bord sud d'un grand synclinal.

## Historique
Louis Lartet découvre l'abri Duruthy fin décembre 1873, lorsqu'il explore les abords des abris du Petit Pastou et du Grand Pastou découverts par M. Pottier en juillet 1872. Louis Lartet et Gatien Chaplain-Duparc la fouillent à partir du 12 janvier 1874 et 1874.
François-Xavier Chauvière (université de Neuchâtel, Suisse) réétudie une partie du mobilier de Duruthy (2001).

## Stratigraphie
Dawkins (1880) donne une stratigraphie illustrée de l'abri :
La couche la plus profonde, qui repose sur le substrat rocheux, est une terre rouge avec des éclats de silex et des fragments de charbon.
Dans son niveau supérieur se trouve une fine couche de terre noircie par le charbon, remplacée au centre par un limon jaune qui a livré 40 canines d'ours et trois canines de lion, perforées (quinze autres canines sont retrouvées plus tard).

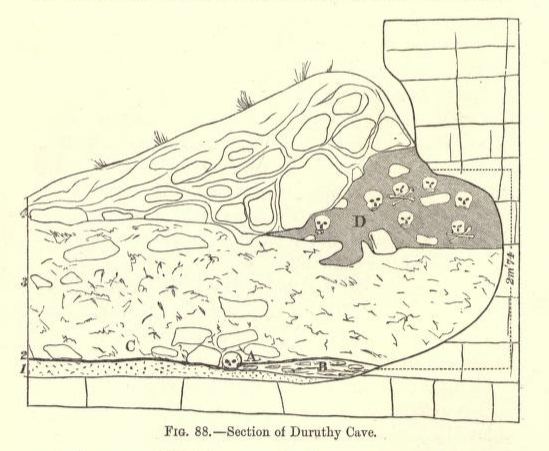
Schéma en coupe du remplissage (Dawkins 1880)

couche 4 : Magdalénien moyen.
La couche 3 (comme la couche 4 à Dufaure) correspond à l'Alleröd (13 900 à 12 900 ans AP), « coupé par un bref épisode de refroidissement » (Dryas récent ?).

## Vestiges humains
Le limon jaune vers le bas du remplissage a livré des vestiges humains appartenant à un individu adulte, appelés « Sorde 1 ». Ils sont associés à 55 canines d'ours des cavernes (Ursus spelaeus) et de lion des cavernes (Felis spelea ?), certaines percées et/ou gravées. La position de ces canines montre que ce sont les éléments d'un collier. Sur cette couche se trouvait un crâne humain.

En 1874 Lartet et Chaplain-Duparc trouvent une sépulture dans la grotte. Ernest-Théodore Hamy publie la même année son étude de ces vestiges humains.

## Industrie lithique

Grotte Duruthy, matériel lithique du Paléolithique supérieur. Collections du muséum de Toulouse
Nucléus
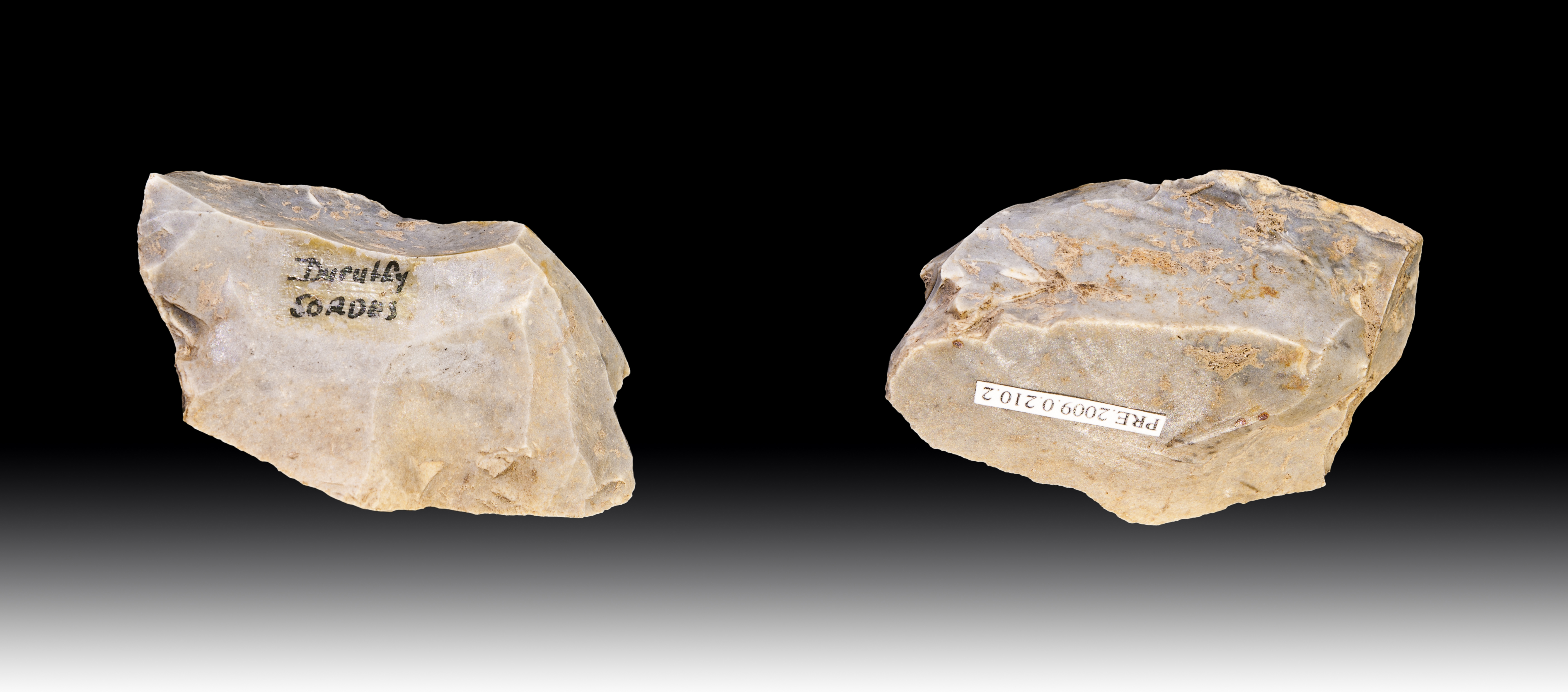
Nucléus
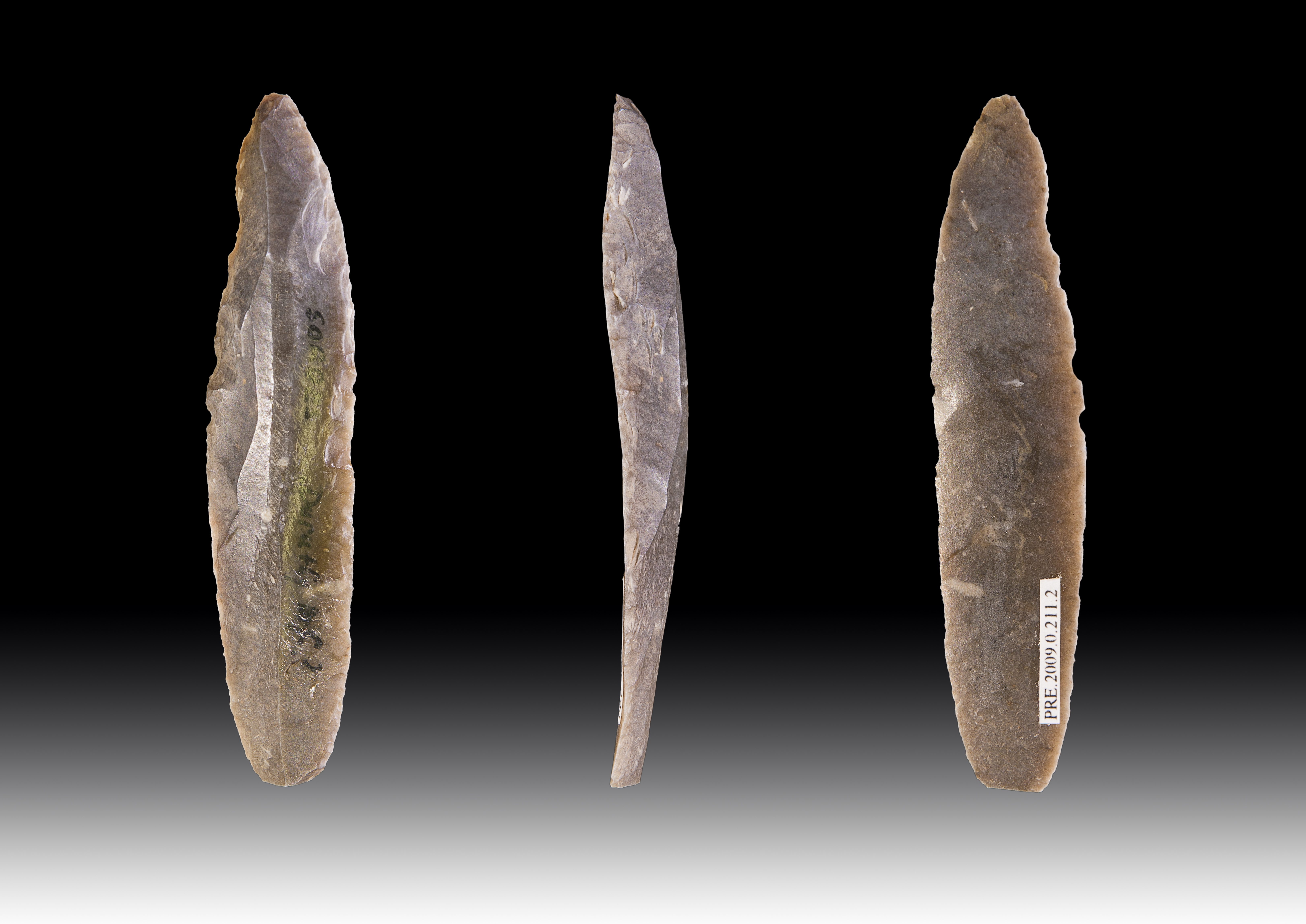
Lame retouchée

## Objets d'ornement
Une baguette demi-ronde recueillie par R. Arambourou dans la couche 3' (Magdalénien moyen ou supérieur) porte trois gravures, sont celle d'un Léporidé,.
Certaines dents du collier sont incisées :

Dent d'ours percée - Muséum de Toulouse
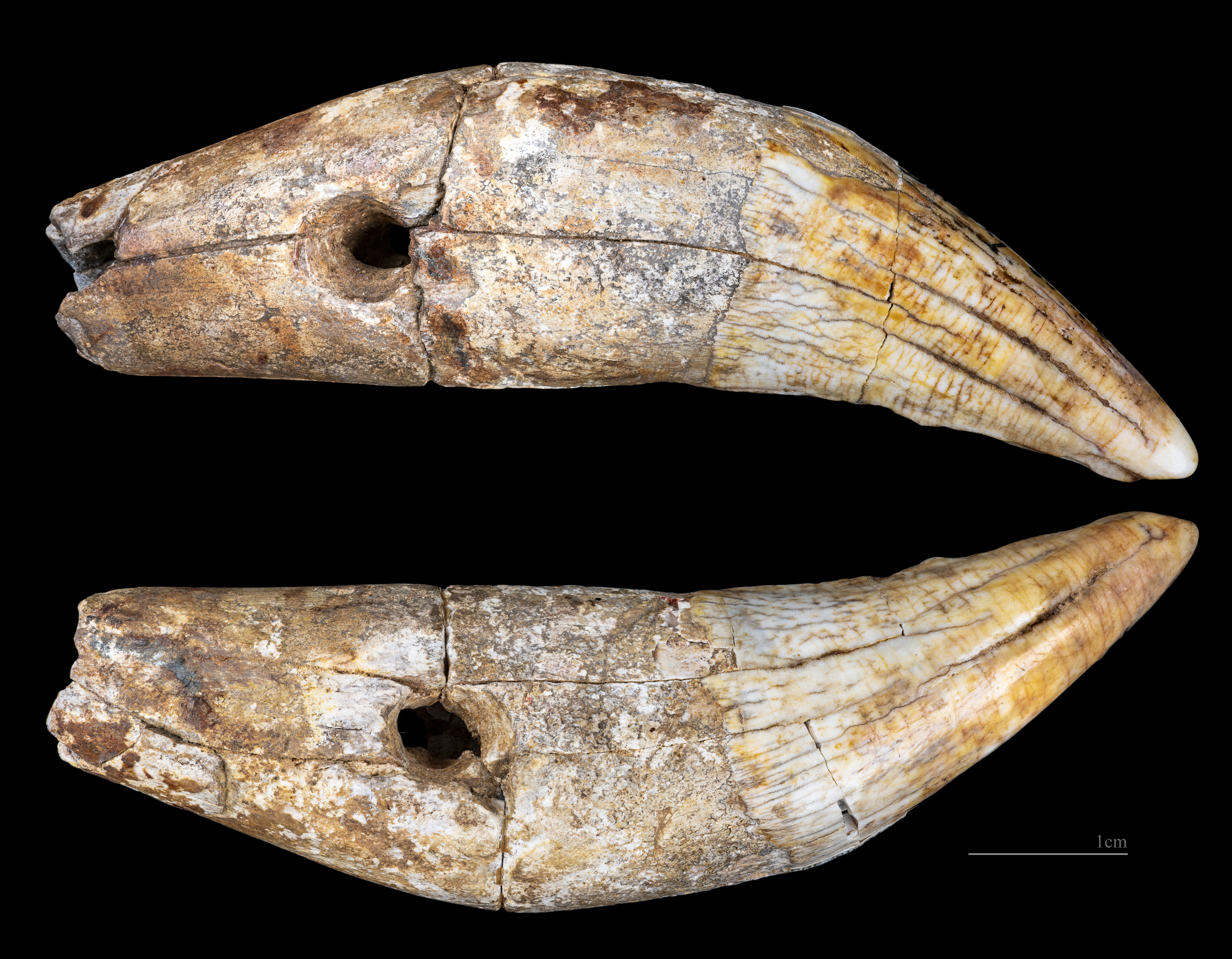
Dent de lion percée - Muséum de Toulouse
Brochet incisé sur une canine d'ours - Muséum de Toulouse
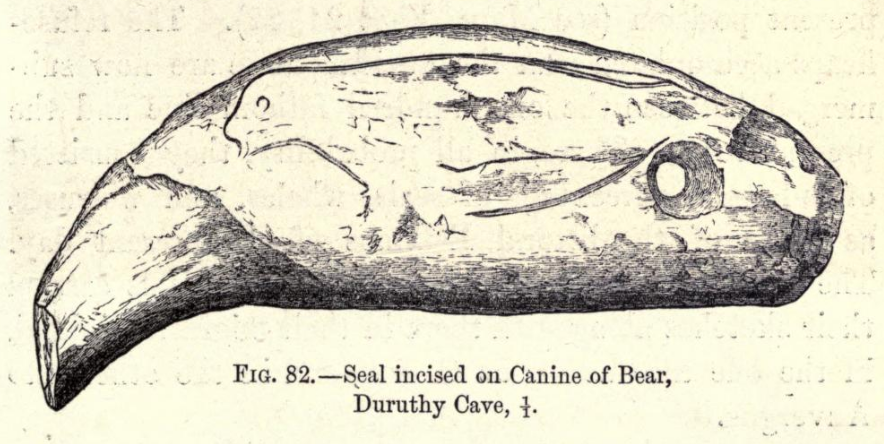
Phoque incisé sur une canine d'ours des cavernes

## Collections
La collection Chaplain-Duparc, au musée de Tessé ? au Mans, inclut 49 pièces.
La collection Pottier (silex taillés, ossements brisés et quelques poinçons) est au musée des antiquités nationales à Saint-Germain-en-Laye.
La collection Arambourou est au musée de l'abbaye d'Arthous (Landes).

## Protection
Le site est classé comme monument historique depuis le 13 avril 1962.